# Jeanne le Despenser
Jeanne le Despenser (vers 1314 – 15 novembre 1384) est une religieuse anglaise du XIVe siècle.

## Biographie
Née aux alentours de 1314, Jeanne le Despenser est le quatrième enfant d'Hugues le Despenser, 1er baron le Despenser, et d'Éléonore de Clare, 6e dame de Glamorgan et nièce du roi Édouard II d'Angleterre. Prénommée en hommage à sa grand-mère maternelle Jeanne d'Angleterre, elle se trouve ainsi être une arrière-petite-fille du roi Édouard Ier. Devenu progressivement le favori du roi Édouard II, le père de Jeanne cherche à s'allier avec d'éminents seigneurs du royaume et fiance sa fille Jeanne avec John FitzGerald, le fils aîné et héritier de Thomas FitzGerald, 2e comte de Kildare. Le pape Jean XXII émet le 1er juin 1323 une dispense autorisant le mariage, mais John FitzGerald meurt prématurément la même année à l'âge d'environ neuf ans.
Hugues le Despenser dispose d'une immense influence à la cour, qui le fait pourtant entrer en conflit avec Isabelle de France, l'épouse d'Édouard II, et le reste du baronnage anglais. Le 24 novembre 1326, quelques jours après l'arrestation d'Édouard II par les soldats d'Isabelle, Hugues est exécuté pour haute trahison sur ordre de la reine, tandis qu'Éléonore de Clare est enfermée à la Tour de Londres avec certains de ses fils. Puis, le 1er janvier 1327, deux de leurs filles, Éléonore et Margaret le Despenser, sont respectivement cloîtrées aux prieurés de Sempringham, dans le Lincolnshire, et de Watton, dans le Yorkshire. Seules deux filles d'Hugues le Despenser échappent à ce sort : Isabelle, déjà mariée à Richard FitzAlan, et Élisabeth, en raison de son très jeune âge. L'émission d'un tel ordre de la part d'Isabelle survient alors que le sort d'Édouard II — qui sera déposé quelques semaines plus tard — est encore incertain et reflète probablement la vindicte de la reine Isabelle envers la famille le Despenser.
Quant à Jeanne le Despenser, elle fait son entrée à une date inconnue à l'abbaye de Shaftesbury, dans le Dorset, où elle prend l'habit de religieuse. Toutefois, en l'absence d'un quelconque ordre d'Isabelle de France la concernant, il est possible que sa réclusion ait été décidée par ses propres parents avant 1327. Effectivement, l'abbaye a été fondée aux alentours de 888 par le roi Alfred le Grand, dont la fille Æthelgifu a été la première abbesse, et est reconnue au début du XIVe siècle comme un établissement prestigieux. Plus tard, en 1337, Jeanne reçoit de la part du roi Édouard III, tout comme sa sœur Éléonore, un revenu annuel de 20 livres pour subvenir à ses besoins. Par ailleurs, son frère aîné Hugues lui alloue une partie des revenus de deux de ses manoirs. Contrairement à un document royal daté du 15 février 1351 dans lequel il est précisé qu'elle vient de mourir récemment, Jeanne le Despenser survit longtemps après cette date, puisqu'elle est mentionnée en 1382 dans le testament de son frère Gilbert. Elle meurt le 15 novembre 1384 à un âge avancé à l'abbaye de Shaftesbury.